# Oligodon theobaldi
Oligodon theobaldi är en ormart som beskrevs av Günther 1868. Oligodon theobaldi ingår i släktet Oligodon och familjen snokar. Inga underarter finns listade i Catalogue of Life.
Denna orm förekommer i centrala Myanmar. Fynd från Indien (delstat Assam) och Thailand behöver bekräftelse att de tillhör arten. Oligodon theobaldi lever i kulliga områden. Nyare observationer gjordes i torra skogar. Honor lägger antagligen ägg.
I regionen pågår skogsröjningar som troligtvis påverkar beståndet. I utbredningsområdet ingår flera skyddszoner. IUCN kategoriserar arten globalt som livskraftig.